# 高麗門

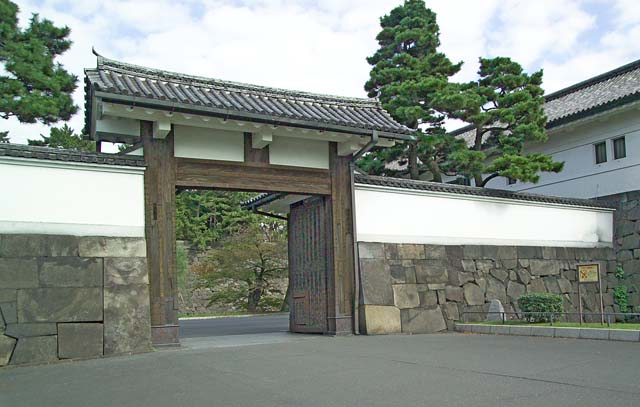
江戸時代の高麗門の現存例（江戸城外桜田門）

高麗門（こうらいもん）は、日本における門の形式の一つである。

## 概要
高麗門は、文禄・慶長の役が行われた1592年から1598年の間に造られ始めた城門である:148。鏡柱と控柱を一つの大きな屋根に収める構造の薬医門を簡略化したもので、屋根を小ぶりにして守備側の死角を減らす工夫が施された:148, 155。江戸時代以降には、城郭に限らず神社仏閣や町の出入り口を仕切る木戸門などとして多く築造された。

## 構造
柱の構造は、鏡柱2本と内側の控柱2本から構成されている。4本の柱は直立しており、2本の鏡柱上に冠木を渡して小さな切妻屋根を被せ、鏡柱と内側の控え柱の間にも小さな切妻屋根を被せる。慶長年間までは姫路城「への門」や名古屋城「本丸二の門」のように直接、冠木に屋根をかけていたが、江戸時代初期以降に、江戸城「外桜田門」の高麗門のように冠木の上に束が立てられ、小壁が立ち上がった姿のものが造られるようになった:148, 155, 157。神社や寺院の高麗門には建物の性質上、扉がないものが多い。

## 主な高麗門
- 江戸城外桜田門
- 松山城戸無門
- 京都御苑　外周御門
- 京都御苑　蛤御門
- 金戒光明寺
- 離宮八幡宮